# Piacenza Calcio 1919
Piacenza Calcio 1919 je talijanski nogometni klub iz grada Piacenze. Trenutno nastupa u Serie D, odnosno četvrtom razredu talijanskog nogometa. Klupske boje su crvena i bijela, prema kojima klub ima jedan od nadimaka I biancorossi (bijelo-crveni).

## Poznati bivši igrači
- Andrea Barzagli
- Marco Marchionni
- Enzo Maresca
- Dario Marcolin
- Simone Inzaghi
- Filippo Inzaghi
- Dario Hübner
- Alberto Gilardino
- Eusebio Di Francesco
- Sandro Cois
- Davide Baiocco
- Antonio Nocerino
- Simone Pepe
- Flavio Roma
- Sergio Volpi
- Pietro Vierchowod
- Massimo Taibi
- Giovanni Stroppa
- Francesco Statuto
- Giuseppe Signori
- Massimo Margiotta
- Amauri
- Houssine Kharja
- Francelino Matuzalem
- Leonardo Martín Migliónico
- Bogdan Pătraşcu
- Hugo Campagnaro
- Sergei Gurenko

## Vanjske poveznice
- Službene stranice